# Шульгин, Александр Сергеевич
Алекса́ндр Серге́евич Шульги́н (15 [26] февраля 1775 — 29 апреля [10 мая] 1841, Москва), генерал-майор.

## Биография
Происходил из дворянского рода Шульгиных. В 1786 был зачислен кадетом в Артиллерийский кадетский корпус; 24 января 1795 года был выпущен корнетом в Сумской легкоконный полк. В 1798 году был произведён в ротмистры, в 1799 году находился в составе русских войск в Швейцарии, в 1800 произведён в майоры, а в 1802 году — в подполковники и в этом же году вышел в отставку.

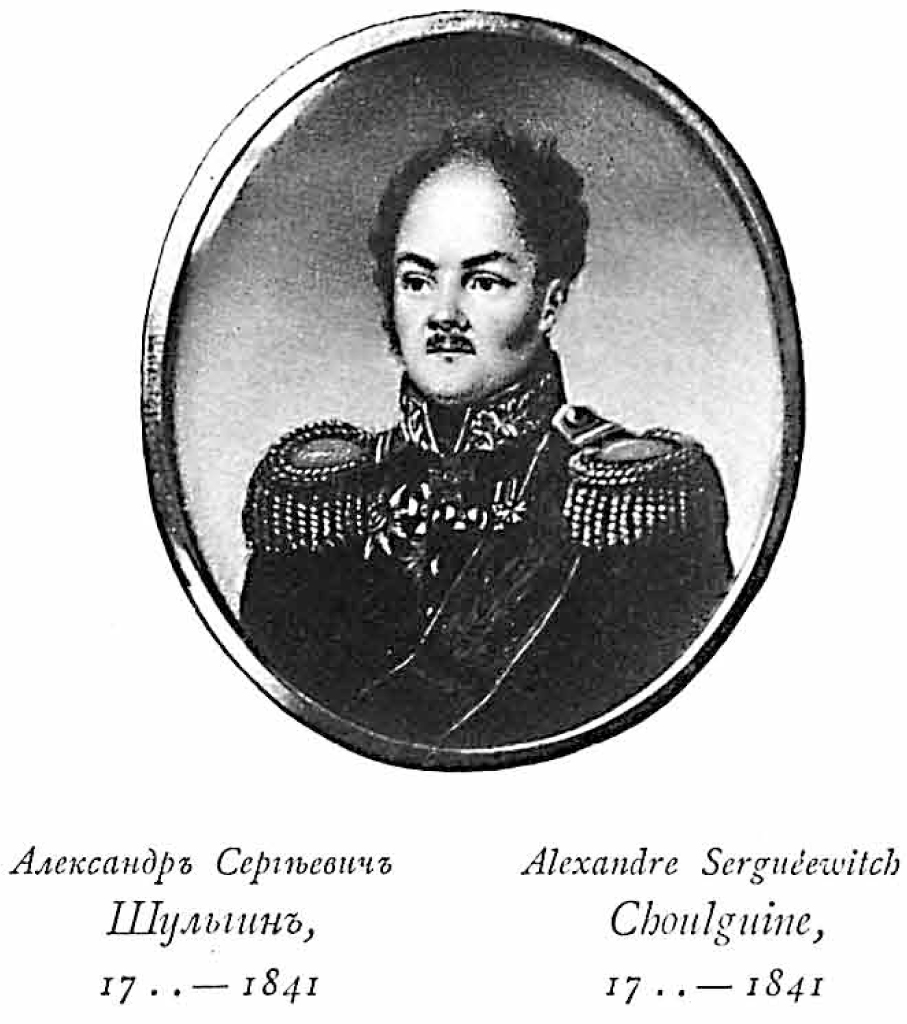
Гравюра работы Александра Афанасьева. «Русские портреты XVIII и XIX столетий. Издание Великого князя Николая Михайловича», 1908

В августе 1805 года вернулся на службу — в Польский конный полк, а через месяц — в лейб-гвардии Уланский полк. Участвовал в Аустерлицкой битве и был награждён орденом Св. Владимира 4-й ст. с бантом. В 1807 году, командуя батальоном, сражался с французами при Гутштадте, Гейльсберге, Фридланде. Орденом Св. Георгия 4-го класса № 869 награждён 20 мая 1808 года: 
В воздаяние отличнаго мужества и храбрости, оказанных в сражении 1 июня при Фридланде против французских войск, где с командуемым баталионом, подкрепляя посланных в атаку, очистил и выгнал из города засевшего неприятеля, потом врубившись в оный, опрокинул и преследовал неприятеля, нанося ему жестокое поражение, а равно и на другой день, быв во всех атаках и действиях, явил особую неустрашимость и присутствие духа.
В 1808 году был назначен адъютантом к цесаревичу Константину Павловичу; 12 октября 1811 получил чин полковника. Во время Отечественной войны 1812 года находился в распоряжении генерал-полицмейстера армии М. И. Левицкого, занимался поиском и задержанием мародёров и дезертиров, распределением продовольствия и отправкой раненых. Тем не менее, за Бородинское сражение был награждён орденом Св. Анны 2-й степени. Принимал участие в Заграничных походах 1813—1814 годов, состоял при великом князе Константине Павловиче. 
Отличился в сражении при Фер-Шампенуазе; 10 мая 1814 произведён в генерал-майоры. С 14 марта 1816 года занимал пост московского обер-полицеймейстера, со 2 августа (по некоторым данным — с 25 июля) 1825 года — петербургский обер-полицеймейстер, но 30 января 1826 года из-за пьянства был снят с занимаемой должности и определён состоять по кавалерии; 30 декабря 1833 года окончательно вышел в отставку с мундиром и пенсионом полного жалования. 
Был также награждён орденами Св. Анны 1-й степени, австрийским орденом Леопольда, баварским военным орденом Максимилиана Иосифа 3-й степени, прусскими орденами Pour le Mérite и Красного орла 2-й степени. По словам А. Я. Булгакова, Шульгин был 

Человек без воспитания, хвастун, лжец, любил пить, гулять и не пренебрегал выгодами своего места, но проворен, умел обращаться с народом и говорить ему его языком. Возвратясь в Москву, он начал проживать всё, что имел, с актрисою Медведевою, купил ей дом, нажил с нею детей и, наконец, разорился вконец. Прекрасный его дом на Тверской был продан с публичного торга, дети законные остались без пропитания, дочь его старшая Александра, во всех отношениях достойная почтения, определилась в смотрительницы в Дом трудолюбия и содержала своих братьев и сестер. Сам Шульгин скитался здесь по улицам в  нищете.
Умер в мае 1841 году. Похоронен на кладбище Даниловского монастыря. 
От брака с дочерью надворного советника Надеждой Петровной Кусовниковой имел пять детей — Александру, Петра, Сергея (20.04.1815), Владимира (13.02.1819) и Софью (27.02.1820).